# Adolf Groß (Ingenieur, 1835)
Adolf Groß (* 24. September 1835 in Tuttlingen; † 6. September 1904 in Esslingen am Neckar) war ein deutscher Ingenieur und Hochschullehrer. 

## Leben
Adolf Groß war der Sohn eines Arztes. Er besuchte zunächst Latein- und Realschule in Tuttlingen und im Anschluss die Realanstalt in Stuttgart. Nach einem zweijährigen Besuch der polytechnischen Schule absolvierte er eine zweijährige Lehre in der Maschinenfabrik Immendingen. Anschließend arbeitete er für drei Jahre bei der Maschinenfabrik Augsburg als Arbeiter, Zeichner und Monteur. Daran schloss ein einjähriger Besuch der Polytechnischen Schule Karlsruhe an. Danach arbeitete Groß unter anderem auch für die Maschinenfabrik Karlsruhe als Monteur, wo es zu seinen Aufgaben gehörte, Lokomotiven nach Russland zu überführen, sodass er auch als Lokomotivführer tätig war. 1866 trat er in den Dienst der Württembergischen Staats-Eisenbahnen. 1879 wurde er als ordentlicher Professor unter anderem für Eisenbahnfahrzeuge und Werkzeugmaschinen an das Polytechnikum Stuttgart berufen. 1883 wechselte er zurück in den Eisenbahndienst, schied jedoch bereits 1886 wieder aus, um Generaldirektor der Maschinenfabrik Esslingen zu werden. Diese Position hatte er bis zu seinem Tod inne, ebenso einen Vorstandsposten bei der Firma G. Kuhn.
Groß war seit 1877 Mitglied im Verein Deutscher Ingenieure (VDI) und Mitgründer von dessen Württembergischen Bezirksverein, in dessen Vorstand er mehrmals saß. Von 1881 bis 1884 war er Vorsitzender des Württembergischen Dampfkessel-Revisionsvereines. Zudem war er auch Mitglied der Stuttgarter Handelskammer.
Groß starb bei der Beerdigung eines ehemaligen Kollegen an einem Herzinfarkt, nachdem in den Wochen zuvor ein Herzleiden festgestellt wurde.